# Opatkowice (Kraków)

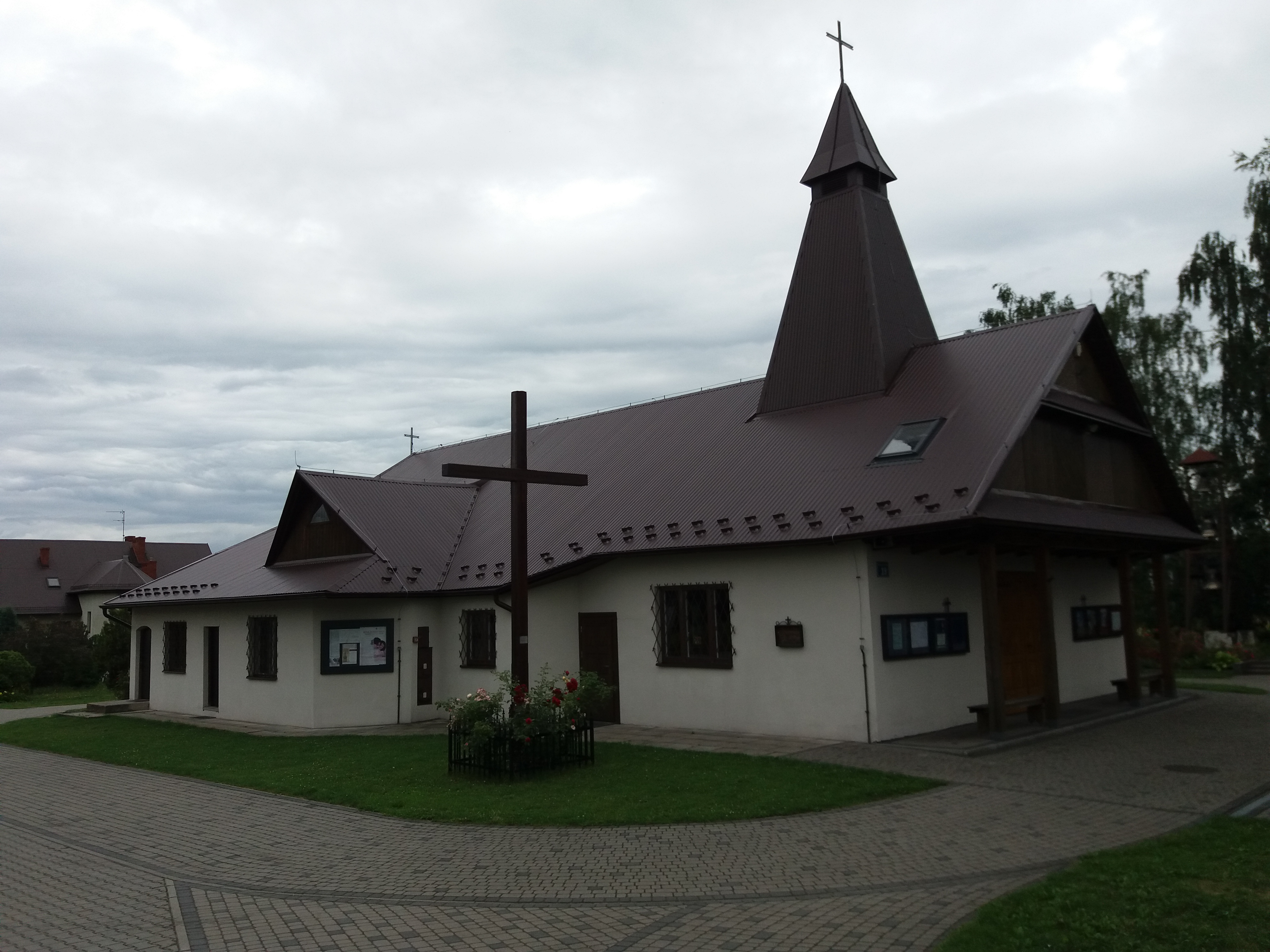
Kościół w Opatkowicach

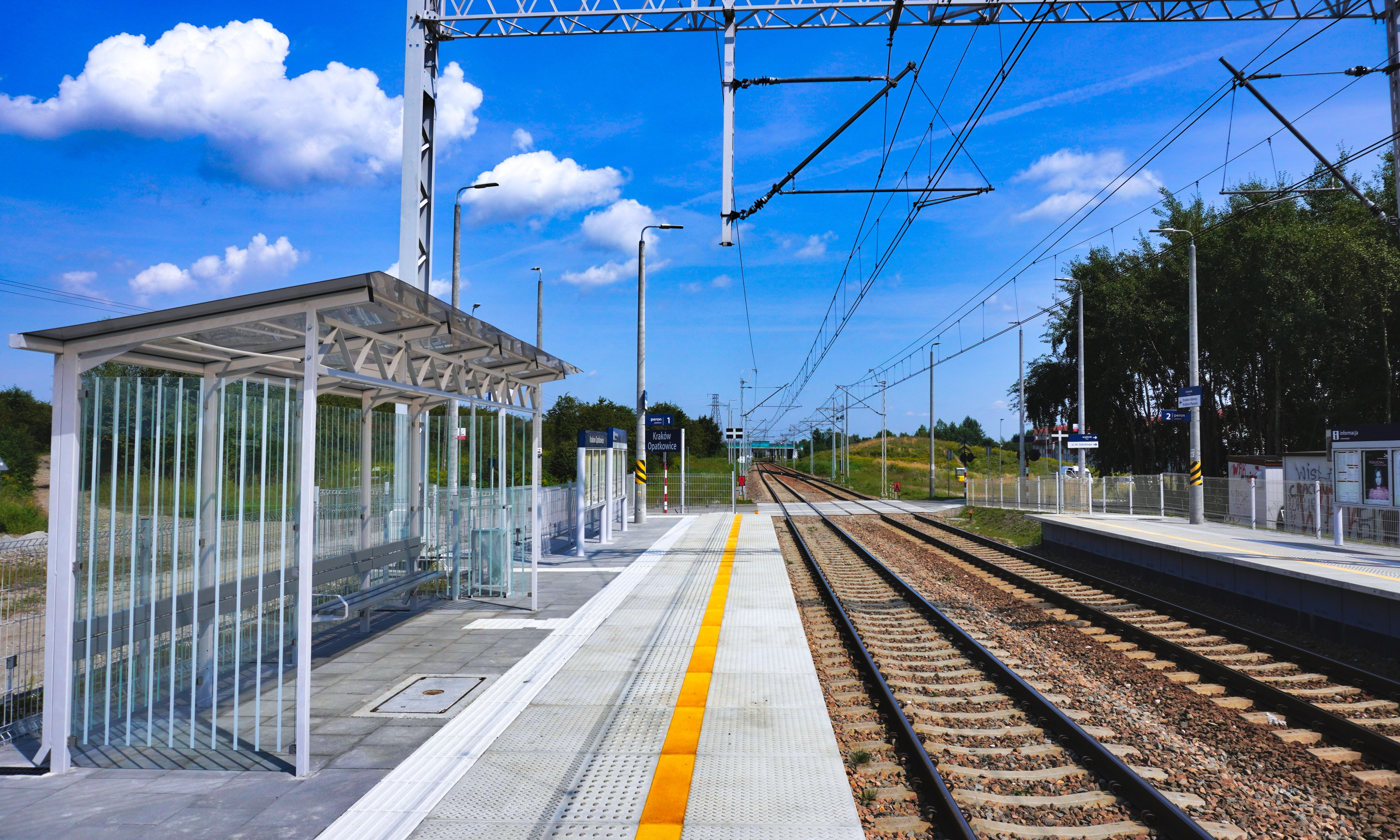
Przystanek kolejowy Kraków Opatkowice

Opatkowice – obszar Krakowa wchodzący w skład Dzielnicy X Swoszowice, dawna wieś, od 1 stycznia 1973 w granicach Krakowa.
Wieś opactwa benedyktynów tynieckich w powiecie szczyrzyckim województwa krakowskiego w końcu XVI wieku.

## Położenie
Opatkowice od strony wschodniej ogranicza Wilga, a od północy autostrada A-4. Dawniej, gdy nie było autostrady, tj. przed 1995 r., Opatkowice obejmowały również obszary za torami kolejowymi, jednak autostrada utrudniła komunikację z tymi terenami i teraz należą one raczej do Klin.
Południowa granica Opatkowic jest również granicą miasta Krakowa. Od południa Opatkowice graniczą z Lusiną i Libertowem.
Najbardziej umowna jest granica zachodnia Opatkowic, która przebiega niedaleko skrzyżowania ulicy Petrażyckiego z Topografów. Dalej, wzdłuż drogi do Skawiny znajduje się już niewiele domów, a dalsze tereny należą już do Sidziny.

## Historia
Nazwa wywodzi się od Opactwa Tynieckiego, pod którego władaniem leżały niegdyś te ziemie. Opatkowice znajdują się 243 m n.p.m. po lewej stronie Wilgi. 
Pierwsza wzmiankę o Opatkowicach znajduje się w bulli papieża Grzegorza IX z 1229 roku. Papież w dokumencie tym bierze pod swoją opiekę ziemie leżące nad Wilgą. W średniowieczu przez Opatkowice przebiegał trakt solny z Wieliczki. Znajdują się tam również informacje o młynie znajdującym się pod opieką opactwa tynieckiego na leżącego na terenie Opatkowic, był to rok 1352 (w końcu XV wieku o młynie wspomina też Jan Długosz zaznaczając, iż jest to młyn dziedziczny).
Pierwszy budynek szkoły został wybudowany w 1903 roku. Szkoła została zniszczona zarówno podczas I, jak i II wojny światowej. Jednak nauka była kontynuowana już w roku 1945. W 1968 szkoła została przeniesiona do nowego budynku. Była to tzw. „tysiąclatka”, która po włączeniu Opatkowic do Krakowa otrzymała numer 134.
W 1949 roku w Opatkowicach powstał Ludowy Zespół Sportowy „Opatkowianka”.
Dnia 1 stycznia 1973 roku Opatkowice zostały włączone do dzielnicy Podgórze, tym samym wprowadzono nazwy ulic. 
13 czerwca 2021 roku otwarto przystanek kolejowy Kraków Opatkowice.

## Religia w Opatkowicach
W 1987 roku wybudowana została prowizoryczna kaplica przy dzisiejszej ulicy ks. Maja, w której odprawiane były początkowo dwie msze święte w niedziele. W 1991 roku parafia pod wezwaniem świętego Maksymiliana Maria Kolbego została erygowana, czyli w tym przypadku uniezależniła się od macierzystej parafii w Gaju.
W latach 20. XX wieku rozpoczęli swoją działalność Badacze Pisma Świętego (od 1931 Świadkowie Jehowy), którzy w Opatkowicach posiadają zbór i Salę Królestwa.
W przeszłości dużą wspólnotą religijną na terenie Opatkowic była Wspólnota Kościoła Narodowego. Powstała ona w już przed 1924 rokiem i skupiała około 30 rodzin. Narodowcy w roku 1925 zbudowali tu swoją kapliczkę. Spaliła się jednak w roku 1938. Grupa wyznaniowa rozpadła się podczas okupacji niemieckiej i już nigdy nie wróciła do Opatkowic. Dziś wielu mieszkańców nawet nie wie o istnieniu tej grupy.